# White Ensign australien
Le White Ensign australien, également connu sous le nom de Ensign de la Royal Australian Navy, est le drapeau officiel de la Royal Australian Navy, la composante maritime des forces armées australiennes. Il reprend à l'identique les éléments du drapeau de l'Australie, dont la disposition du Blue Ensign, avec une étoile à 7 pointes sous le canton et la constellation de la croix du Sud sur le battant, mais les couleurs des éléments du battant sont inversées : le fond du drapeau est blanc, et les étoiles sont de couleur bleue.
Il a été officiellement adopté par la Marine militaire australienne en 1966, et est utilisé depuis 1967. Avant cette date, le drapeau officiel de la Royal Australian Navy était le White Ensign britannique.

## Sources
- (en) Cet article est partiellement ou en totalité issu de l’article de Wikipédia en anglais intitulé « Australian White Ensign » (voir la liste des auteurs).
- (en) The Australian Flag: Colonial Relic Or Contemporary Icon?  (Carol A. Foley)